# Cmentarz żydowski w Chełmży
Cmentarz żydowski w Chełmży – znajdował się przy obecnej ulicy 3 Maja i został zniszczony przez Niemców w 1939. Po wojnie teren pocmentarny przeznaczono na cele budowlane.